# Gypsonoma
Gypsonoma (лат.) — род бабочек-листовёрток из подсемейства Olethreutinae. Известно около 50 видов.

## Распространение
Неарктика, Палеарктика, Афротропика, Ориентальная область. В Палеарктике 28 видов.
Известны 4 африканских вида (Gypsonoma opsonoma, G. paradelta, G. scenica, G. scolopiae). Однако, такие виды как G. paradelta, G. penthetria и G. brunnhimation значительно отличаются от остальных сородичей и могут потребовать выделения нового рода.

## Описание
Размах крыльев около 1—2 см. Основная окраска землистая. Жилкование переднего крыла: хорда слабая или отсутствует, простирается от 1/3 R1—R2 до основания R5; M—стебель идёт до основания M2; две последние медианы в непосредственной близости базально. В заднем крыле M3—CuA 1 соединены или коротко стебельчатые. Заднее крыло: M3 и CuA1 соединены или коротко стебельчатые. На переднем крыле имеется срединная светлая перевязь.
Ежегодно образуется одно поколение; спячка происходит на личиночной или куколочной стадиях. Гусеницы питаются в почках, листьях и веточках, преимущественно ивовых Salicaceae и берёзовых Betulaceae, на иве (Salix), тополе (Populus).

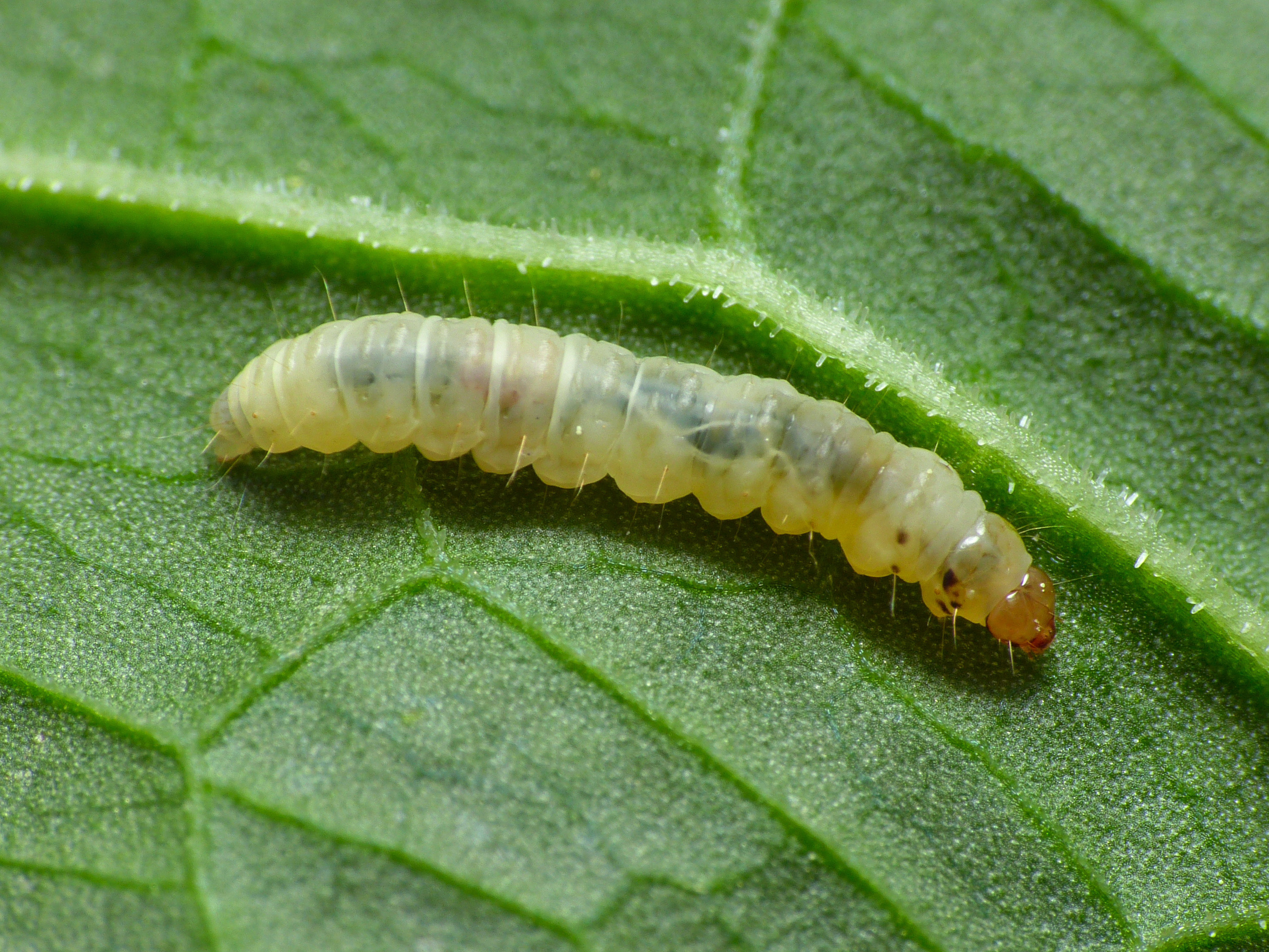
Гусеница Gypsonoma minutana
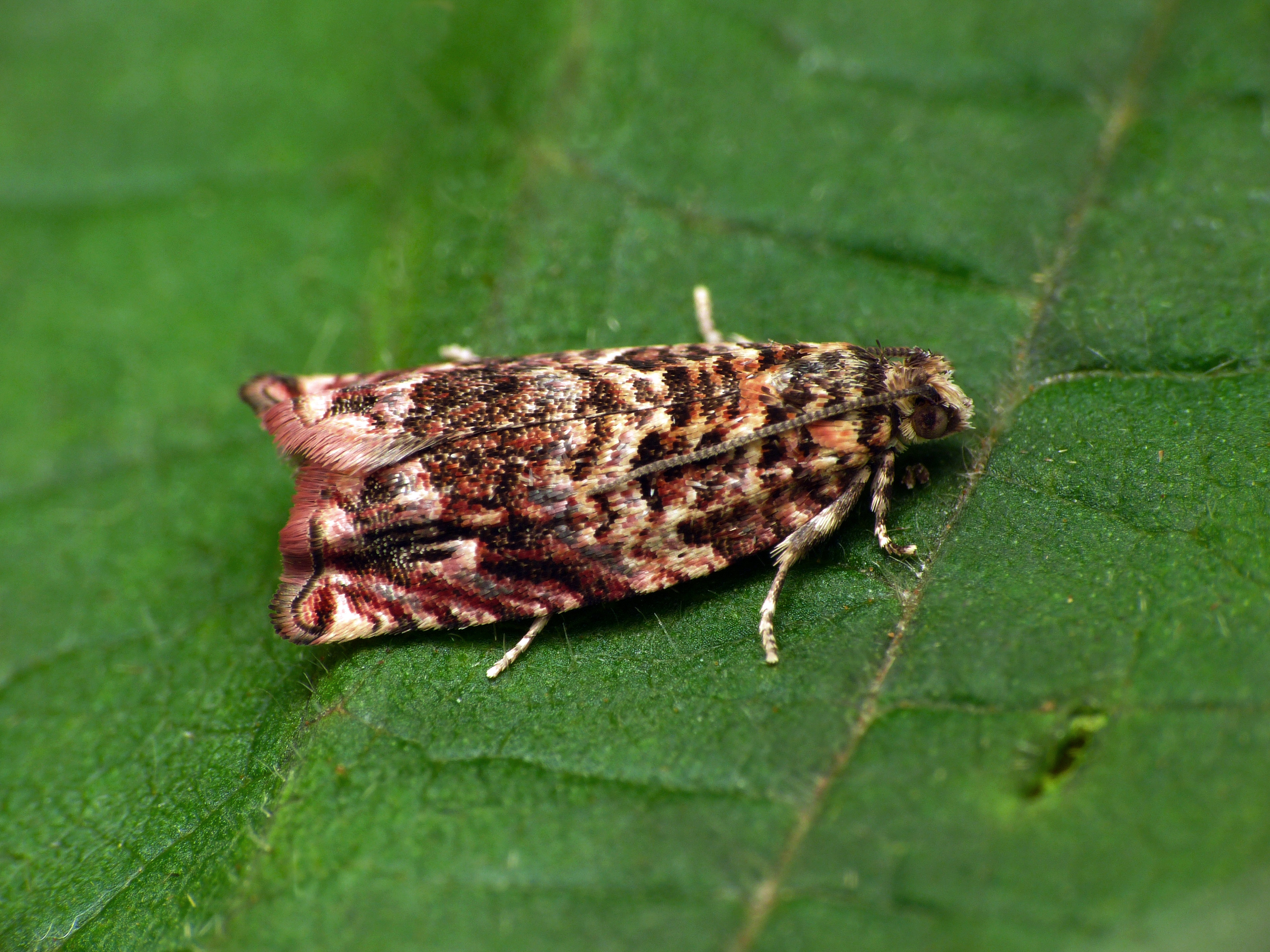
Gypsonoma minutana
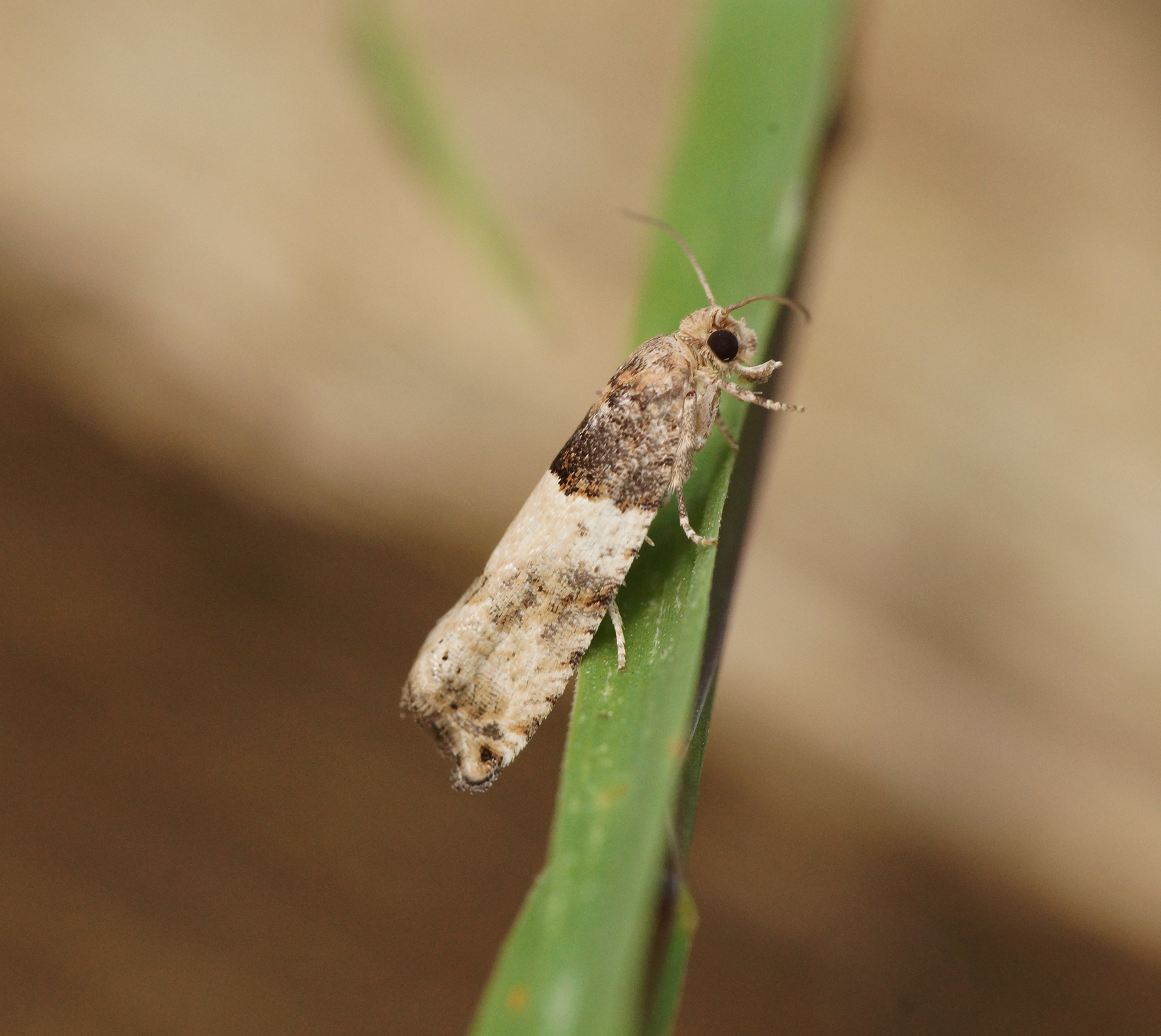
Gypsonoma aceriana
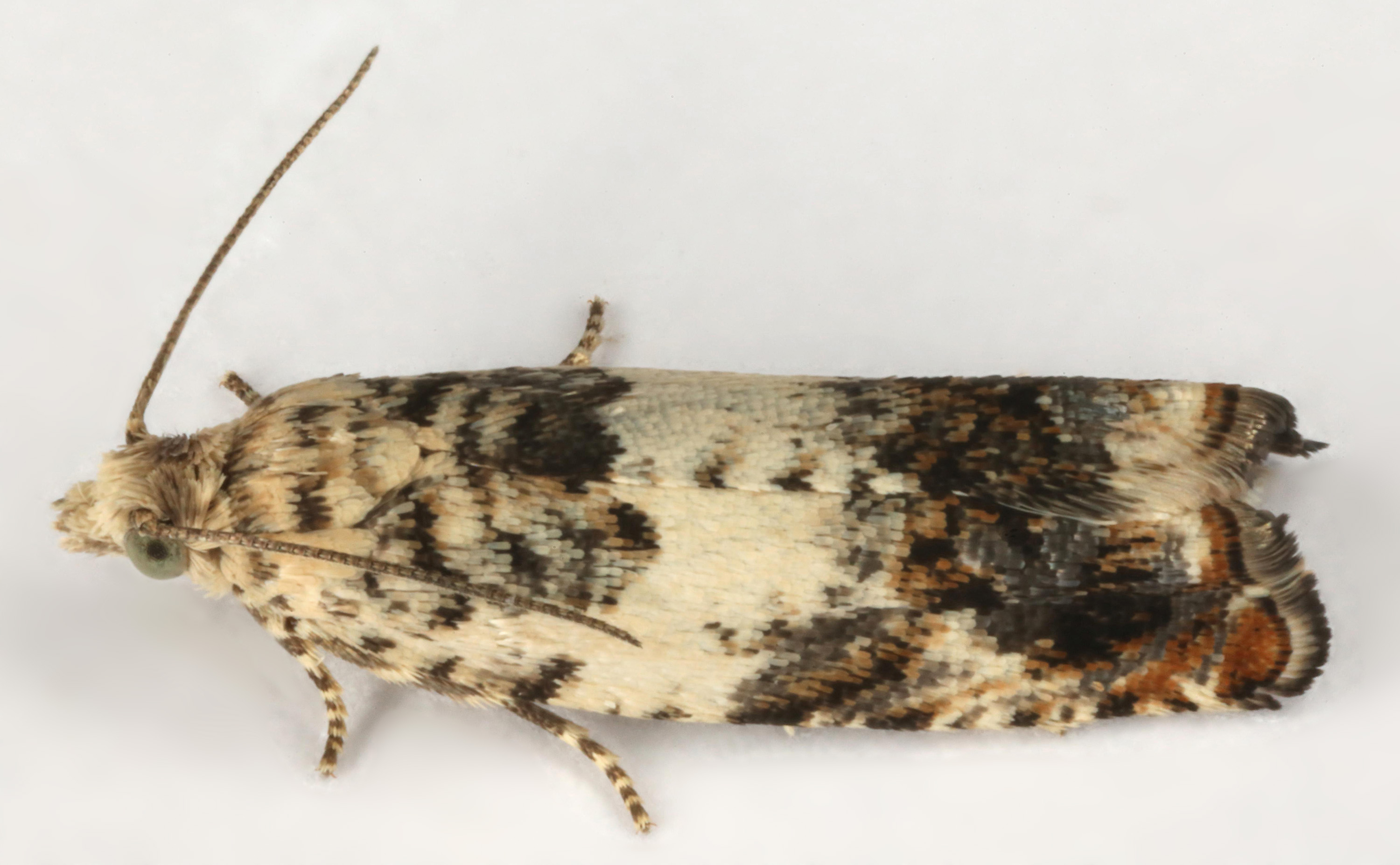
Gypsonoma dealbana
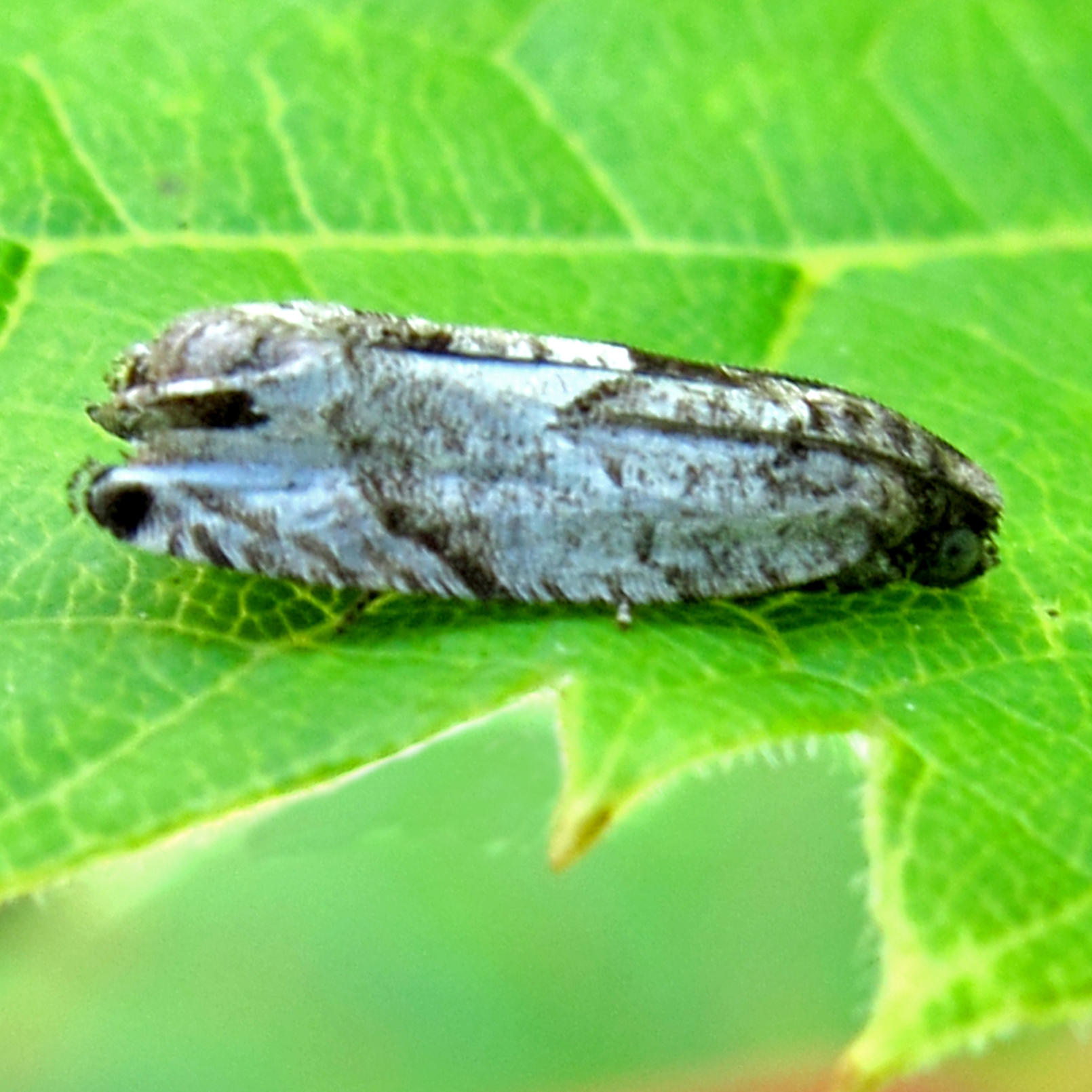
Gypsonoma haimbachiana
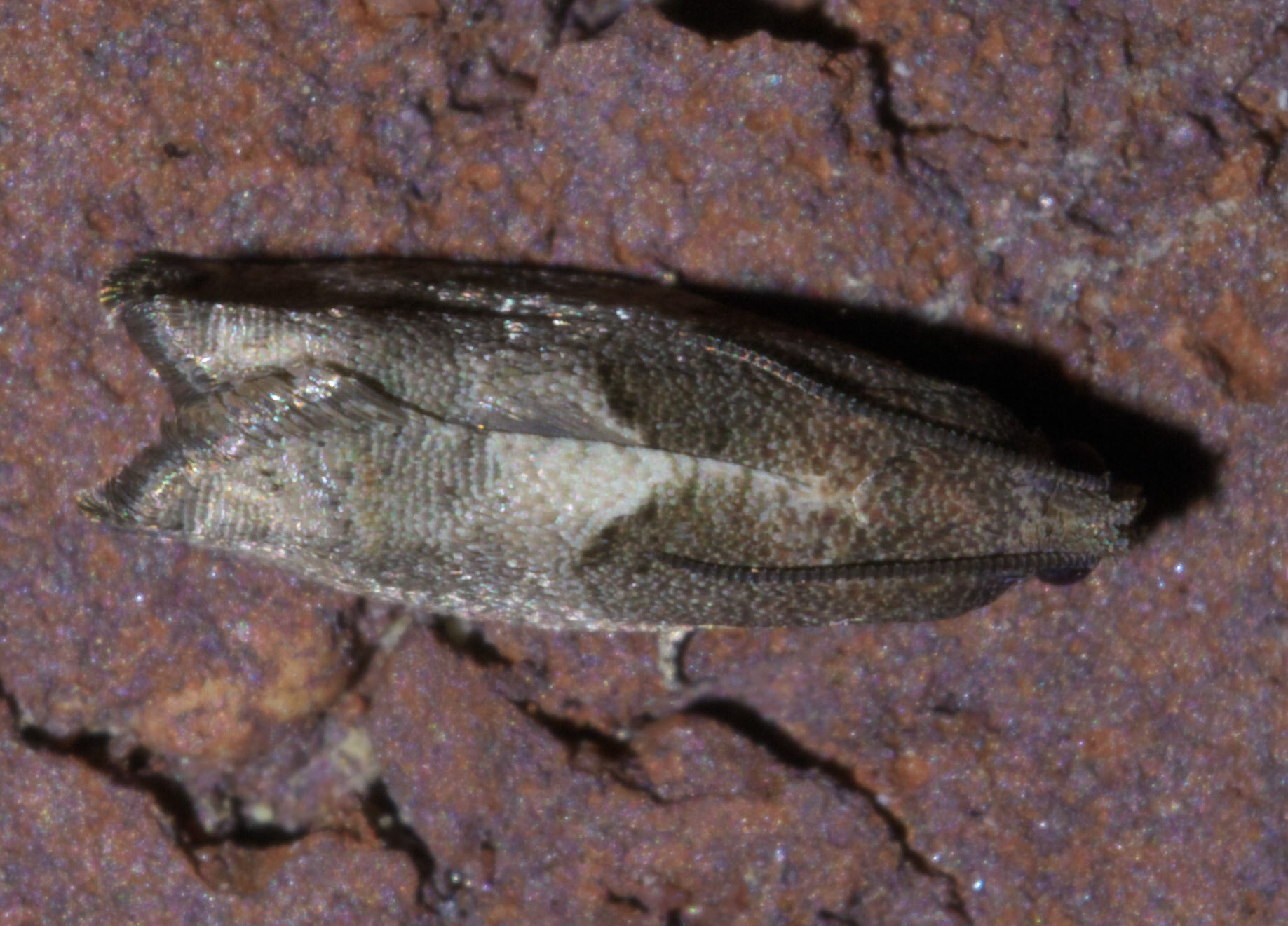
Gypsonoma salicicolana
Gypsonoma sociana

## Систематика
Известно около 50 видов. Род был впервые описан в 1895 году британским энтомологом Эдвардом Мейриком (1854—1938). Род относят  к трибе листовёрток-бурильщиков Eucosmini из подсемейства Olethreutinae.
Предполагаемыми аутапоморфиями этого рода являются форма кукуллуса, наличие педункулярного органа обоняния и вторичное усиление задней части мембраны, покрывающей базальную полость. Кузнецов (1978) поместил Gypsanoma после Zeiraphera и перед Gravitarmata, вероятно, на основании наличия рога вальвы. Поскольку синапоморфий не обнаружено, систематическое положение этого рода остается неясным.
- Gypsonoma aceriana (Duponchel, in Godart, 1842)
- Gypsonoma adjuncta Heinrich, 1924
- Gypsonoma aechnemorpha Diakonoff, 1982[12]
- Gypsonoma amseli Razowski, 1967
- Gypsonoma anthracitis Meyrick, 1912
- Gypsonoma attrita Falkovitsh, 1965[13]
- Gypsonoma bifasciata Kuznetzov, 1966[14]
- Gypsonoma brunnhimation Razowski, 2015[1]
- Gypsonoma buettikeri Razowski, 1995
- Gypsonoma contorta Kuznetzov, 1966[14]
- Gypsonoma dealbana (Frolich, 1828)
- Gypsonoma distincta Kuznetzov, 1971[15]
- Gypsonoma ephoropa (Meyrick, 1931)
- Gypsonoma erubesca Kawabe, 1978
- Gypsonoma euphraticana (Amsel, 1935)
- Gypsonoma fasciolana (Clemens, 1864)
- Gypsonoma giorgiae Razowski & Trematerra, 2012[16]
- Gypsonoma gymnesiarum Rebel, 1934
- Gypsonoma haimbachiana (Kearfott, 1907)
- Gypsonoma hiranoi Kawabe, 1980[17]
- Gypsonoma holocrypta (Meyrick, 1931)
- Gypsonoma infuscana Kuznetzov, 1988[18]
- Gypsonoma kawabei Nasu & Kusunoli, 1998[19]
- Gypsonoma maritima Kuznetzov, 1970[20]
- Gypsonoma mica Kuznetzov, 1966[21]
- Gypsonoma minutana (Hubner, [1796-1799])
- Gypsonoma monotonica Kuznetzov, in Kuznetzov & Mikkola, 1991[22]
- Gypsonoma mutabilana Kuznetzov, 1985[23]
- Gypsonoma nebulosana Packard, 1866
- Gypsonoma ngangaona Razowski, 2012[24]
- Gypsonoma nitidulana (Lienig & Zeller, 1846)
- Gypsonoma obraztsovi Amsel, 1959
- Gypsonoma ochrotona Razowski, 1963
- Gypsonoma oppressana (Treitschke, 1835)
- Gypsonoma opsonoma (Meyrick, 1918)
- Gypsonoma paradelta (Meyrick, 1925)[1]
- Gypsonoma parryana (Curtis, in Ross, 1835)
- Gypsonoma penthestes Razowski, 2015[1]
- Gypsonoma penthetria Diakonoff, 1992
- Gypsonoma phaeocremna (Meyrick in Caradja & Meyrick, 1937)
- Gypsonoma projecta (Meyrick, 1921)[1]
- Gypsonoma riparia Meyrick, 1933
- Gypsonoma rivulana Oku, 2005[25]
- Gypsonoma rubescens Kuznetzov, 1971[26]
- Gypsonoma salicicolana (Clemens, 1864)
- Gypsonoma scenica  (Meyrick, 1911)
- Gypsonoma scolopiae  Razowski & Brown, 2012[27]
- Gypsonoma simulantana (Staudinger, 1880)
- Gypsonoma sociana (Haworth, [1811])
- Gypsonoma solidata (Meyrick, 1912)
- Gypsonoma substitutionis Heinrich, 1923